# دنیس فارینا
دنیس فارینا (انگلیسی: Dennis Farina؛ زاده ۲۹ فوریهٔ ۱۹۴۴ درگذشته ۲۲ ژوئیهٔ ۲۰۱۳) یک هنرپیشه اهل ایالات متحده آمریکا بود. وی بین سال‌های ۱۹۸۱ تا ۲۰۱۳ میلادی فعالیت می‌کرد.

## گزیده فیلمشناسی

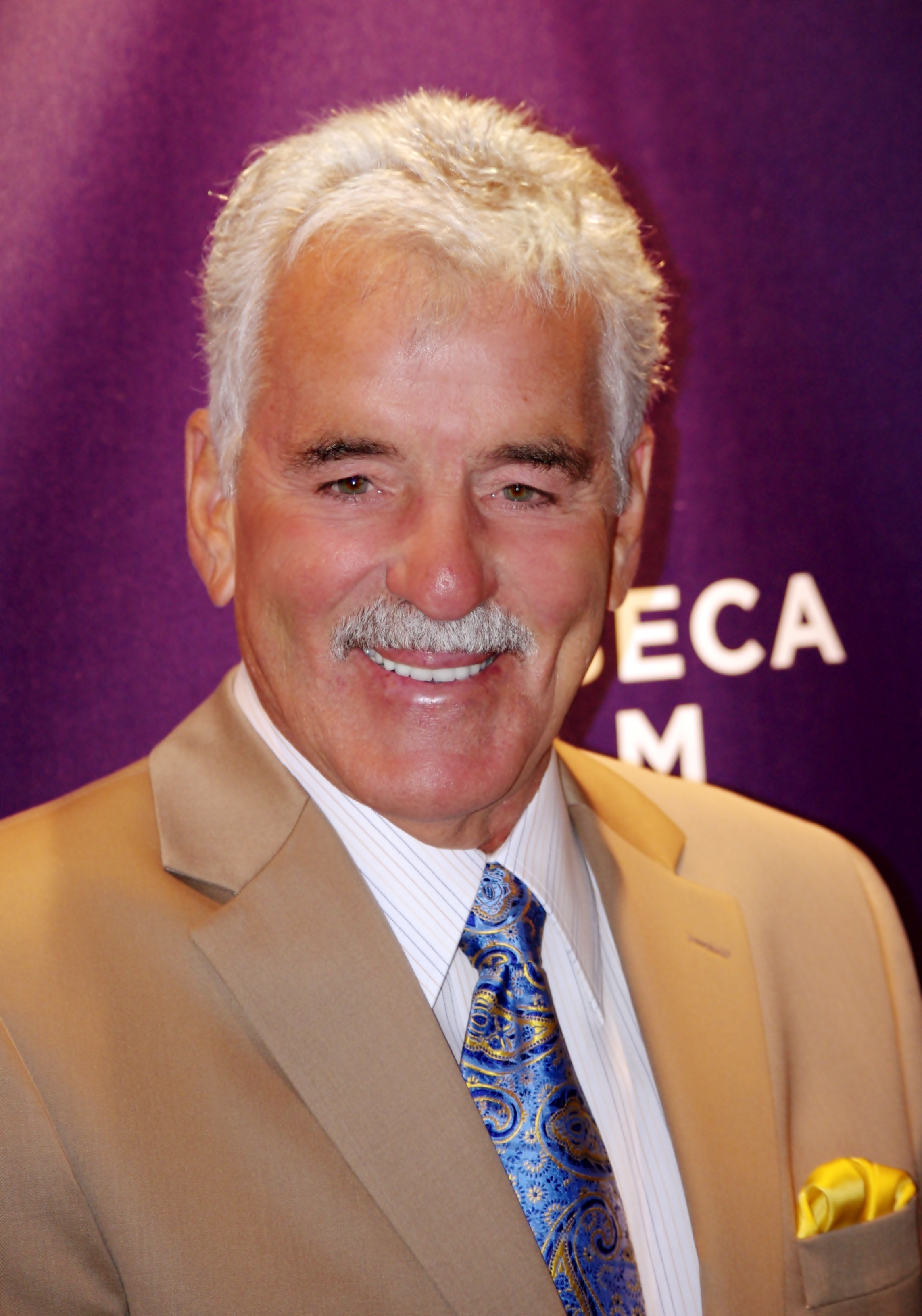

از فیلم‌ها یا برنامه‌های تلویزیونی که وی در آن نقش داشته‌است می‌توان به آثار زیر اشاره کرد.
- سارق (فیلم ۱۹۸۱) (۱۹۸۱)
- رمز سکوت (۱۹۸۵)
- شکارچی انسان (فیلم) (۱۹۸۶)
- فرار نیمه‌شب (۱۹۸۸)
- هاوانا (فیلم) (۱۹۹۰)
- مردان محترم (۱۹۹۰)
- مک (فیلم) (۱۹۹۲)
- فاصله قابل توجه (۱۹۹۳)
- کوتوله را بگیرید (۱۹۹۵)
- ادی (فیلم) (۱۹۹۶)
- خارج از دید (فیلم ۱۹۹۸) (۱۹۹۸)
- نجات سرباز رایان (۱۹۹۸)
- جوخه مد (۱۹۹۹)
- بازی‌های گوزن قطبی (۲۰۰۰)
- قاپ‌زنی (۲۰۰۰)
- پیاده‌روهای نیویورک (فیلم ۲۰۰۱) (۲۰۰۱)
- دزدیدن هاوارد (۲۰۰۲)
- پاپاراتزی (فیلم ۲۰۰۴) (۲۰۰۴)
- تو منو کشتی (۲۰۰۷)
- بنفش بنفشه‌ها (۲۰۰۷)
- شوک بطری (۲۰۰۸)
- بزرگ (۲۰۰۸)
- چیزی که در وگاس رخ می‌دهد (۲۰۰۸)
- بلا مافیا (۱۹۹۷)
- سقوط امپراتوری (مجموعه تلویزیونی) (۲۰۰۵)
- دختر جدید (مجموعه تلویزیونی) (۲۰۱۳)
- نمایش لونی تونز (۲۰۱۳)
- فامیلی گای (۲۰۱۴)